# Georg Frederik van Waldeck-Eisenberg
Georg Frederik van Waldeck-Eisenberg (Bad Arolsen, 31 januari 1620 - aldaar, 19 november 1692) was een Duits edelman en een vooraanstaand militair in dienst van de Staten-Generaal van de Nederlanden. Hij was onder andere generaal en veldmaarschalk in het Staatse leger en militair gouverneur van Maastricht. Georg Frederik was na de dood van zijn neef in 1664 opvolger in Waldeck-Eisenberg en het graafschap Culemborg. In 1674 kocht hij van de domproosdij van Utrecht en de proosdij van Oudmunster te Utrecht de heerlijkheid Hagestein. Het bijbehorende kasteel werd een van zijn woonplaatsen. Hij was tevens een belangrijk diplomaat.

## Biografie
Georg Frederik van Waldeck-Eisenberg werd in 1620 geboren op het kasteel Schloss Arolsen in het Duitse Hessen, als derde zoon van Wolraad IV van Waldeck-Eisenberg (1588-1640) en Anna van Baden-Durlach (1585-1649). Zijn vader stamde uit het Lutherse geslacht van de graven van Waldeck. Georg Frederik trad in 1641 in dienst van het leger van de Republiek der Zeven Verenigde Nederlanden. In 1648, na de Vrede van Münster, stapte hij over naar het leger van keurvorst Frederik Willem I van Brandenburg. In 1656 voerde hij als generaal-majoor het bevel bij de Slag van Warschau (1656).
In het rampjaar 1672 nam hij op verzoek van stadhouder Willem III het opperbevel over de Staatse troepen op zich. In september 1673 heroverde hij met een leger van 25.000 man in zeven dagen de vesting Naarden op de Fransen. Een jaar later raakte hij zwaar gewond bij de Slag bij Seneffe. In april 1677 streed hij echter weer mee in de Slag bij Kassel. In 1677 verkocht hij de heerlijkheid Tonna aan het hertogdom Saksen-Gotha.
Op 30 januari 1679 werd hij gouverneur van de vesting Maastricht, nadat de stad bij de Vrede van Nijmegen door de Fransen was teruggegeven. In Maastricht gaf hij opdracht tot herstel en uitbreiding van de vestingwerken naar plannen van Vauban, waarvan de uitvoering was begonnen onder de Franse bezetting (1673-1678) en thans werd voortgezet door Waldeck's vestingingenieur (later commandant en gouverneur), Daniël Wolff baron van Dopff. Een van de nieuw aangelegde bastions werd naar Waldeck vernoemd.
In 1682 verleende de keizer hem de titel van rijksgraaf, uit dankbaarheid voor zijn inspanningen om de vrede te bewerkstelligen tussen het vorstendom Fulda en de bisdommen Bamberg, Würzburg en Münster, en belastte hem tevens met de taak de Osmanen terug te drijven. In 1683 wist Waldeck, samen met hertog Karel V van Lotharingen, Wenen te ontzetten (Beleg van Wenen (1683)). Twee jaar later waren de Turken ook uit Hongarije verdreven. Vervolgens voerde hij diplomatiek overleg dat in 1686 tot de oprichting van de Liga van Augsburg leidde.
De graaf van Waldeck was bevriend met stadhouder Willem III van Oranje. Nadat deze in 1688 naar Engeland was vertrokken (Glorious Revolution), benoemde hij Waldeck tot zijn plaatsvervanger in de Staten-Generaal. Bij het begin van de Negenjarige Oorlog (1688-1697) werd Waldeck veldmaarschalk van de Staatse troepen in de Spaanse Nederlanden. Na de Slag bij Walcourt in 1689 mocht Waldeck zich nog overwinnaar noemen, maar dat zou voor het laatst zijn. In hetzelfde jaar werd hij benoemd tot grootcommandant (Magnus Commendator) van de Duitse Orde in Saksen, Pommeren en Westfalen. Een jaar later leed hij een verpletterende nederlaag in de Slag bij Fleurus (1690) en weer een jaar later in de Slag bij Leuze. Beide malen werd de nederlaag toegebracht door de Franse maarschalk Frans van Montmorency, hertog van Piney-Luxembourg.
Op 19 november 1692 overleed Georg Frederik van Waldeck op zijn kasteel in Arolsen in het graafschap Waldeck. Met de dood van de veldmaarschalk stierf de Eisenbergse tak van het Huis Waldeck uit, want hij had bij zijn dood geen mannelijke nakomelingen, dit ondanks het feit dat uit zijn huwelijk met Elisabeth Charlotte van Nassau-Siegen (1626–1694), dochter van graaf Willem van Nassau-Siegen - op 29 november 1643 te Culemborg gesloten - vijf zonen en vier dochters waren geboren, maar alle zonen waren op jonge leeftijd gestorven. Het vorstendom Waldeck-Pyrmont viel vervolgens toe aan Christiaan Lodewijk van Waldeck-Wildungen. Het graafschap Culemborg en de heerlijkheid Werth werden door zijn dochter Louise Anna geërfd en daarna in 1714 aan zijn kleinzoon Ernst Frederik I van Saksen-Hildburghausen, de zoon van een Henriette van Waldeck-Eisenberg. De heerlijkheid Wittem kwam aan zijn dochter Albertine Elisabeth.

## Nalatenschap

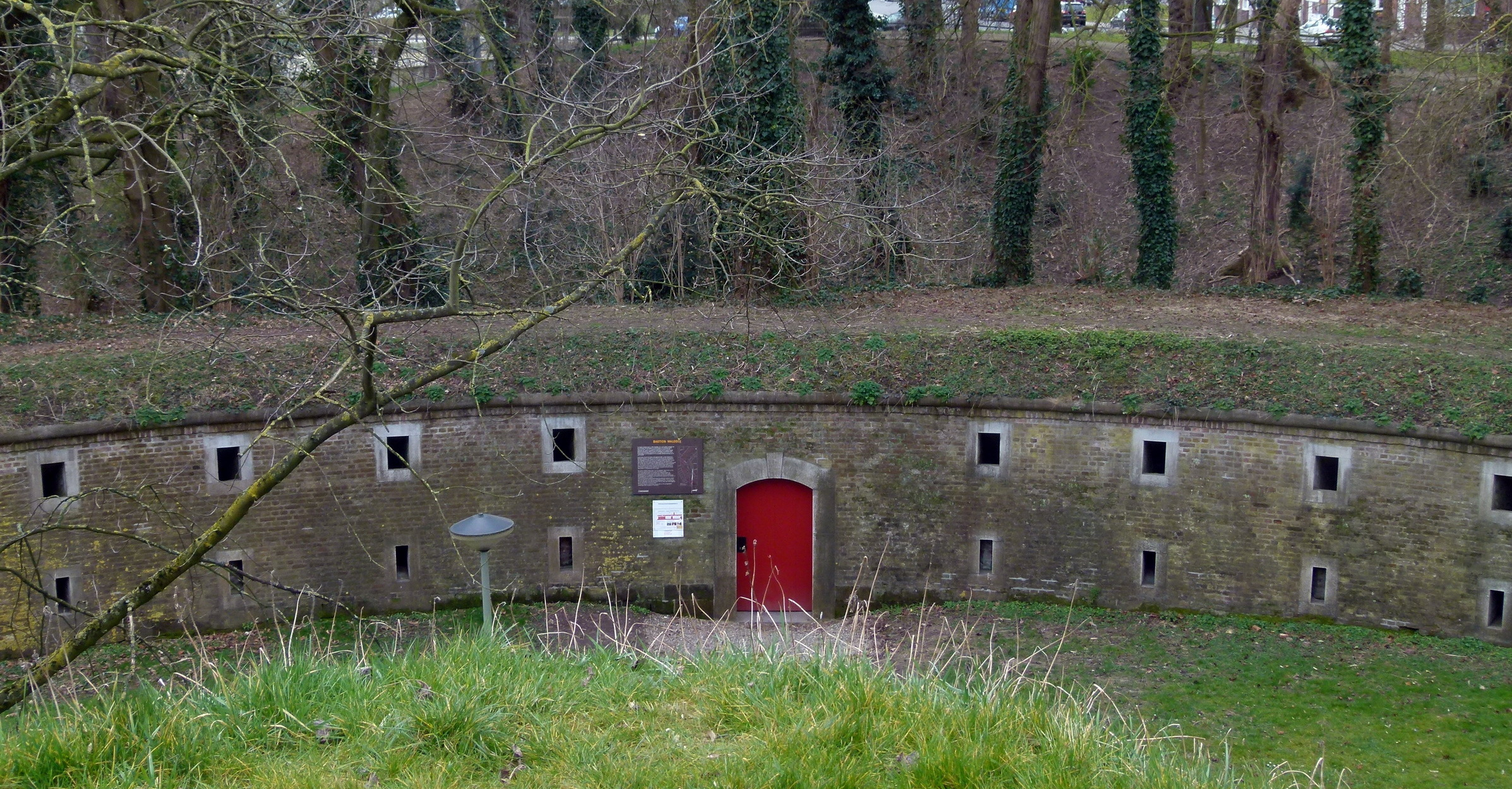
Waldeckpark en -bastion, Maastricht

Waldeck ligt in het koor van de Nicolaikerk in het Duitse Korbach begraven. Het imposante grafmonument van marmer, albast en kalksteen is 7 m breed en 12 m hoog. Boven de sarcofaag staat het ruiterstandbeeld van de overledene, omgeven door personificaties van de vier kardinale deugden met daarboven het familiewapen en trofeeën.
In Maastricht financierde de graaf van Waldeck in 1683 de bouw van de Lutherse kerk, toen nog verscholen achter een rij huizen aan de Hondstraat, omdat de Lutherse godsdienst slechts oogluikend was toegestaan. Een van de vier bastions, die Waldeck van 1688 tot 1692 door zijn vestingingenieur Van Dopff te Maastricht liet bouwen, bestaat nog. Dit Bastion Waldeck is thans opgenomen in het Waldeckpark. Tevens zette hij zich in voor betere huisvesting van de garnizoenssoldaten en de inrichting van een militair hospitaal in het Oude Minderbroedersklooster.
In Fritzlar is de Georg-Friedrich-Kaserne naar hem vernoemd.
Van de graaf van Waldeck zijn diverse portretschilderingen, -tekeningen en -gravures bewaard gebleven, onder andere in het Elisabeth Weeshuis in Culemborg. Een meer dan levensgroot portret, postuum geschilderd door Johann Valentin Tischbein, hing aanvankelijk in het gouvernementspaleis in Maastricht, maar bevindt zich al vele jaren in het Slot Fasanerie bij Fulda.

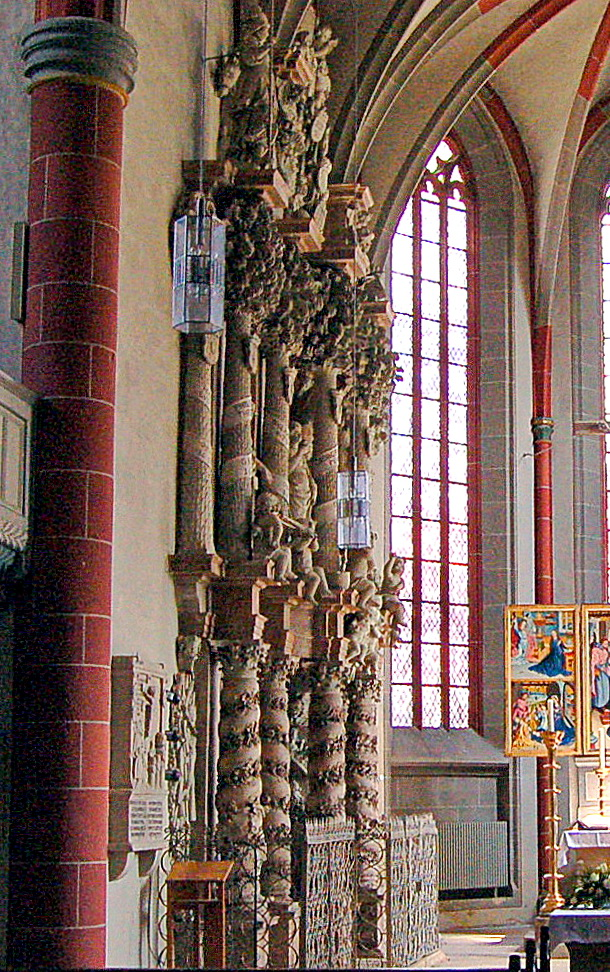
Grafmonument Nicolaikirche, Korbach
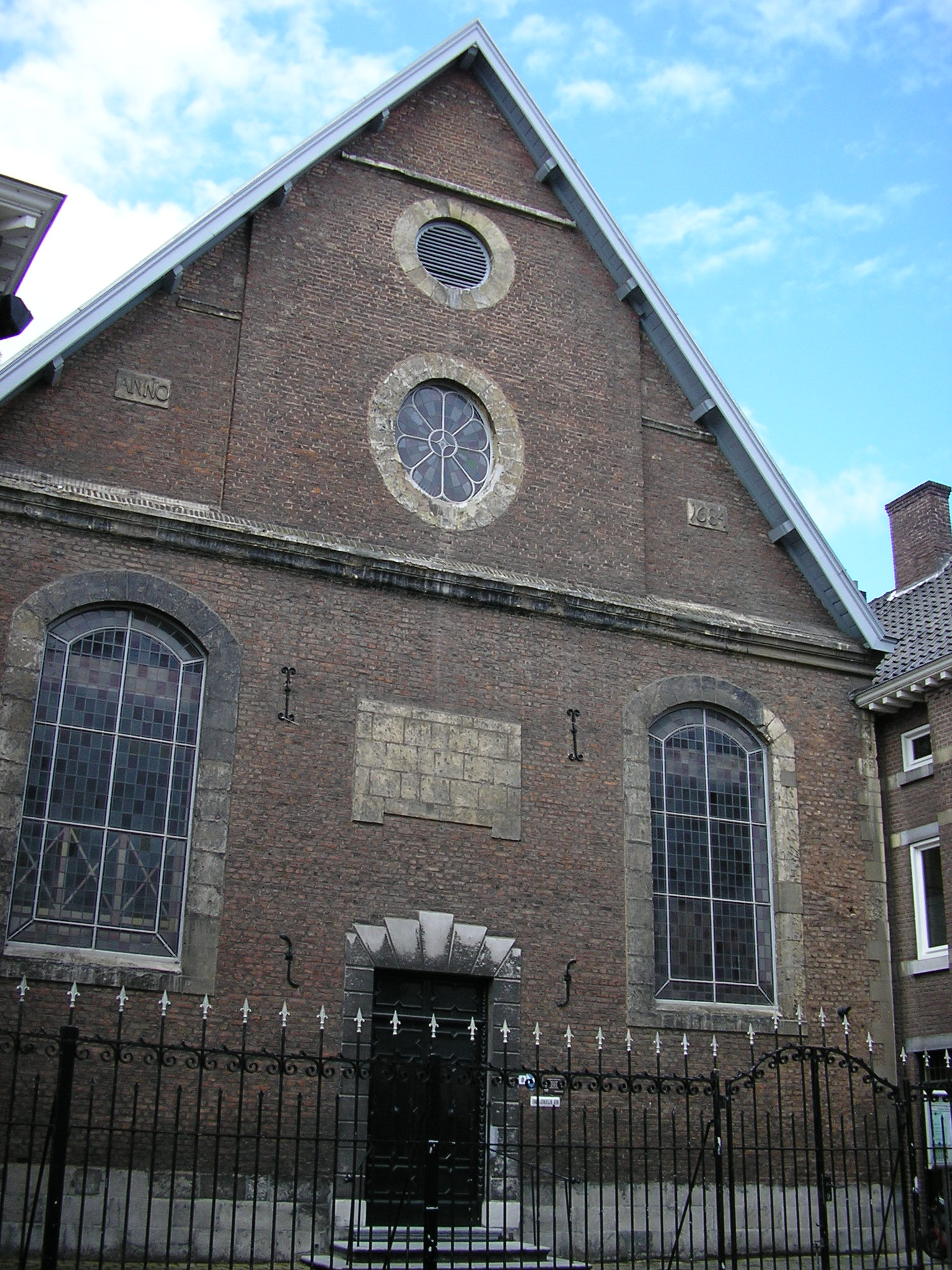
Lutherse kerk, Maastricht
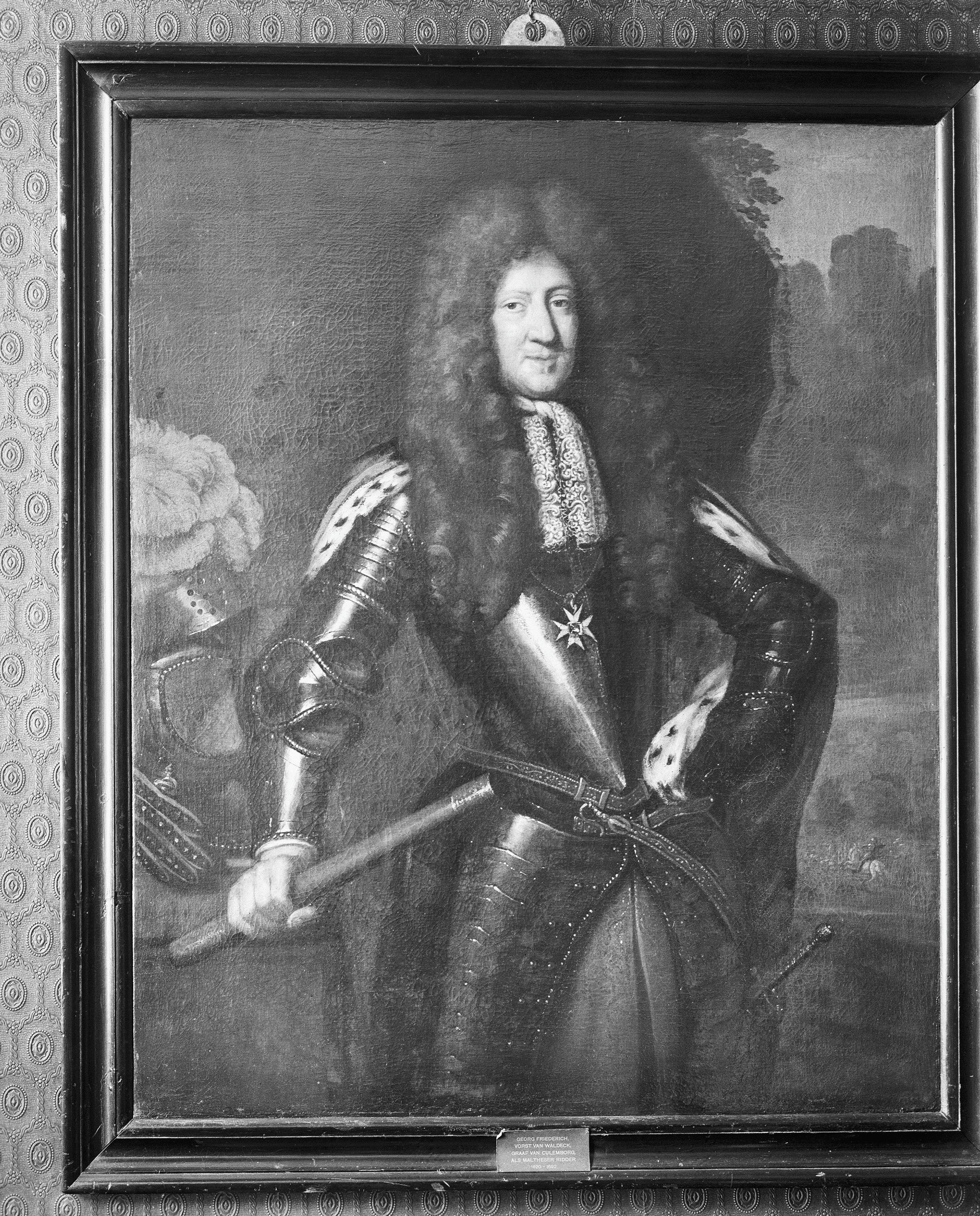
Portret (Elisabeth Weeshuis, Culemborg)
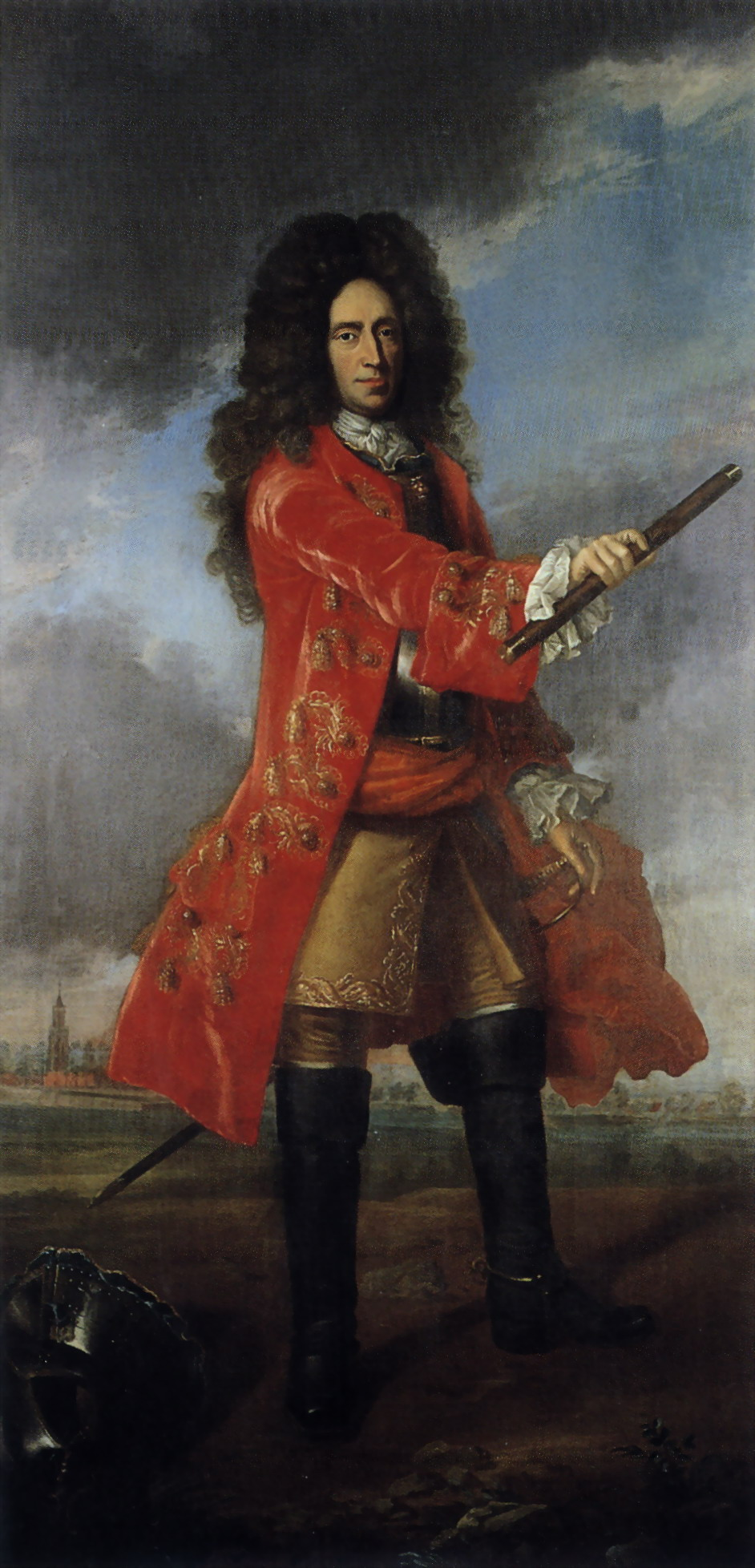
Postuum portret (Slot Fasanerie, Fulda)

- Biografisch Portaal: 23551588
- Digitale Bibliotheek voor de Nederlandse Letteren: wald007
- Gemeinsame Normdatei: 119177269
- International Standard Name Identifier: 0000 0001 1575 1593
- Library of Congress Control Number: n85311252
- Nationale Bibliotheek van Israël: 987007426345205171
- Nederlandse Thesaurus van Auteursnamen: 07037354X
- Système universitaire de documentation: 118571095
- Virtual International Authority File: 74657325
- WorldCat: E39PBJmTtGbPk3kVFGVx4PFR8C